# Aristida filifolia
Aristida filifolia är en gräsart som först beskrevs av José Arechavaleta och fick sitt nu gällande namn av Wilhelm Franz Herter. Aristida filifolia ingår i släktet Aristida och familjen gräs. Inga underarter finns listade i Catalogue of Life.